# 菲
菲（phenanthrene）旧称芠，化學式為C14H10，是一个多环芳香烃，由三个苯环稠合而成，与蒽为同分异构体。无色片状结晶，有蓝色螢光，易升华，具刺激性。存在于吸烟时的烟雾中。折射率(nD20)为1.6415。

## 化学性质
菲的化学性质介于萘和蒽之间。反应主要在9和10位上。可以被铬酸氧化生成菲醌，被氢气（与雷尼镍）还原为9,10-二氢菲，发生臭氧化反应生成2-联苯醛的衍生物，也可发生溴化 和磺化 等取代反应。

## 制备及应用
由煤焦油的蒽油馏分中分离。也可由某些二苯乙烯衍生物受光环化得到。用作有机合成原料，用于合成农药、合成树脂、染料、医药、防霉剂、鞣革剂等，还可作为炸药的稳定剂。
一个从2-苯乙基环己醇合成菲的人名反应是“Bardhan-Sengupta菲合成”：
邻二氮菲是菲的氮杂环衍生物。